# کایفنگ
کایفنگ (به لاتین: Kaifeng) یک شهر مرکزی در جمهوری خلق چین است که در استان هنان واقع شده‌است.

## خصوصیات
کایفنگ ۶٬۲۴۷ کیلومترمربع مساحت و ۴٬۶۷۶٬۱۵۹ نفر جمعیت دارد و ۷۵ متر بالاتر از سطح دریا واقع شده‌است.

## خواهرخوانده
شهرهای امسک، کریات موتزکین، ویچیتا، کانزاس، تودا، سایتاما، Wingecarribee Shire و یونگچئون خواهرخوانده‌های کایفنگ هستند.